# Kitzlochklamm
Kitzlochklamm – przełom potoku Rauriser Ache, prawego dopływu Salzach. Stanowi koniec doliny Raurisertals. Znajduje się na granicy gminy Taxenbach (Pizgau) oraz Lend w kraju związkowym Salzburg.

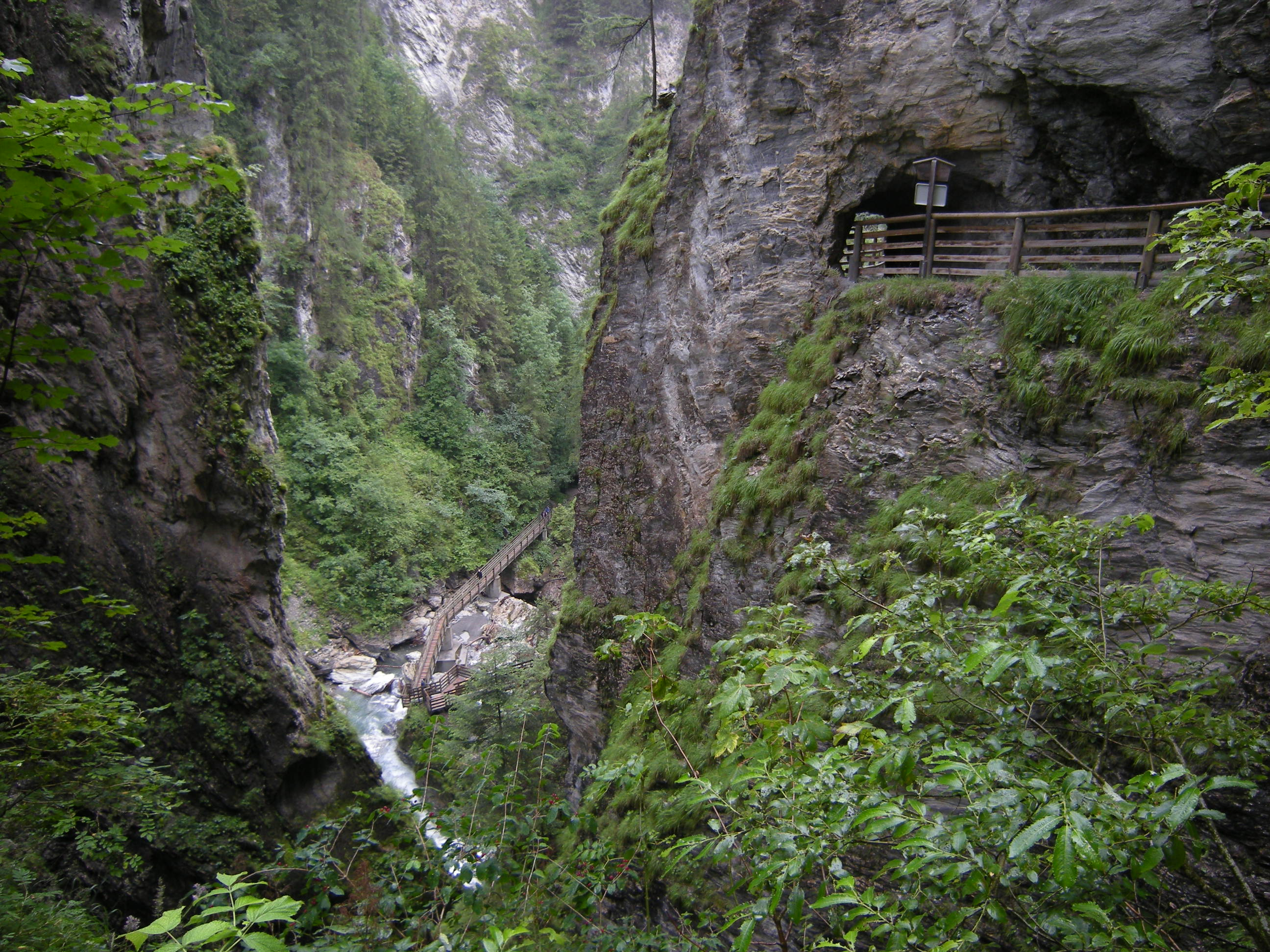
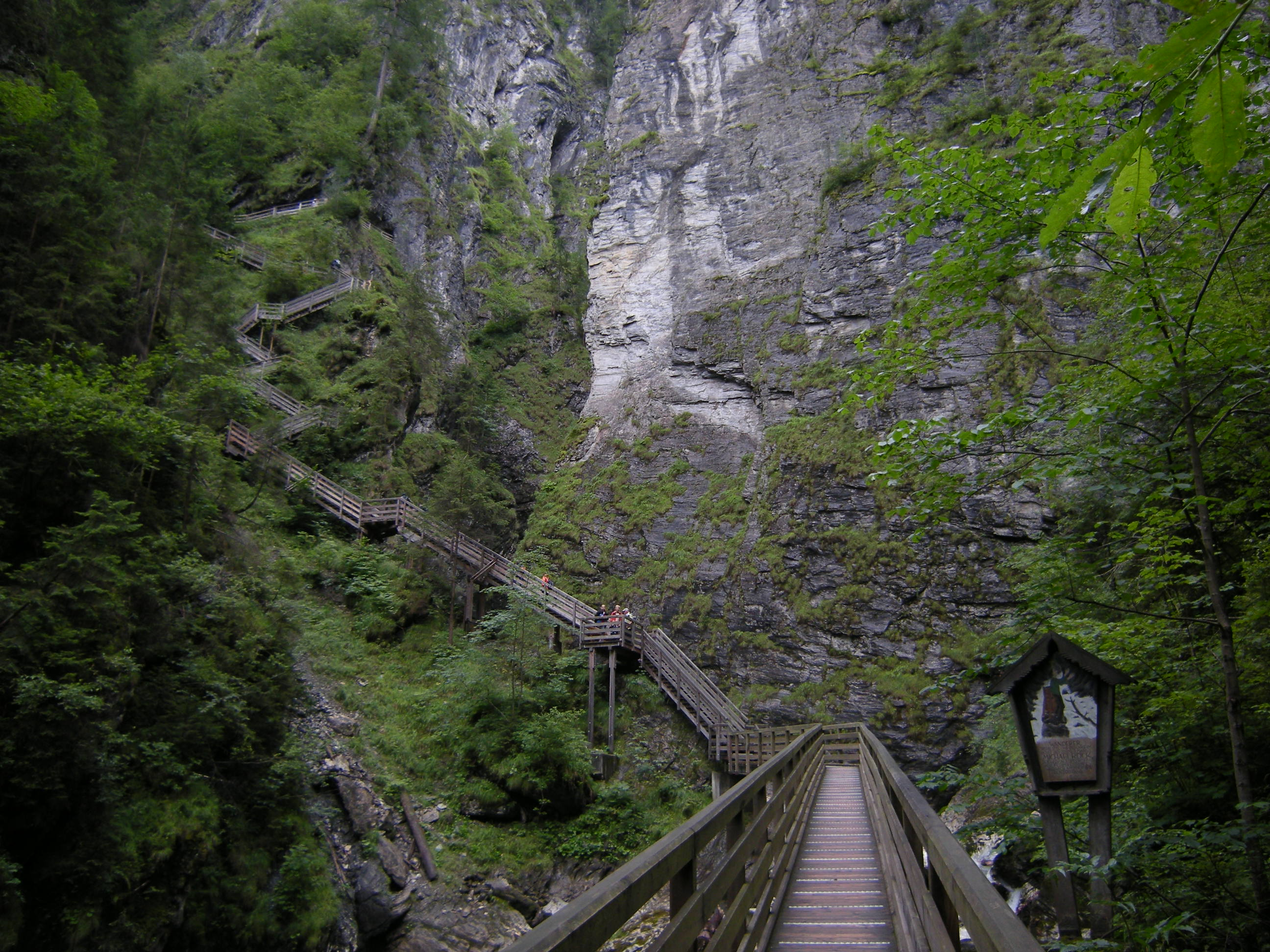
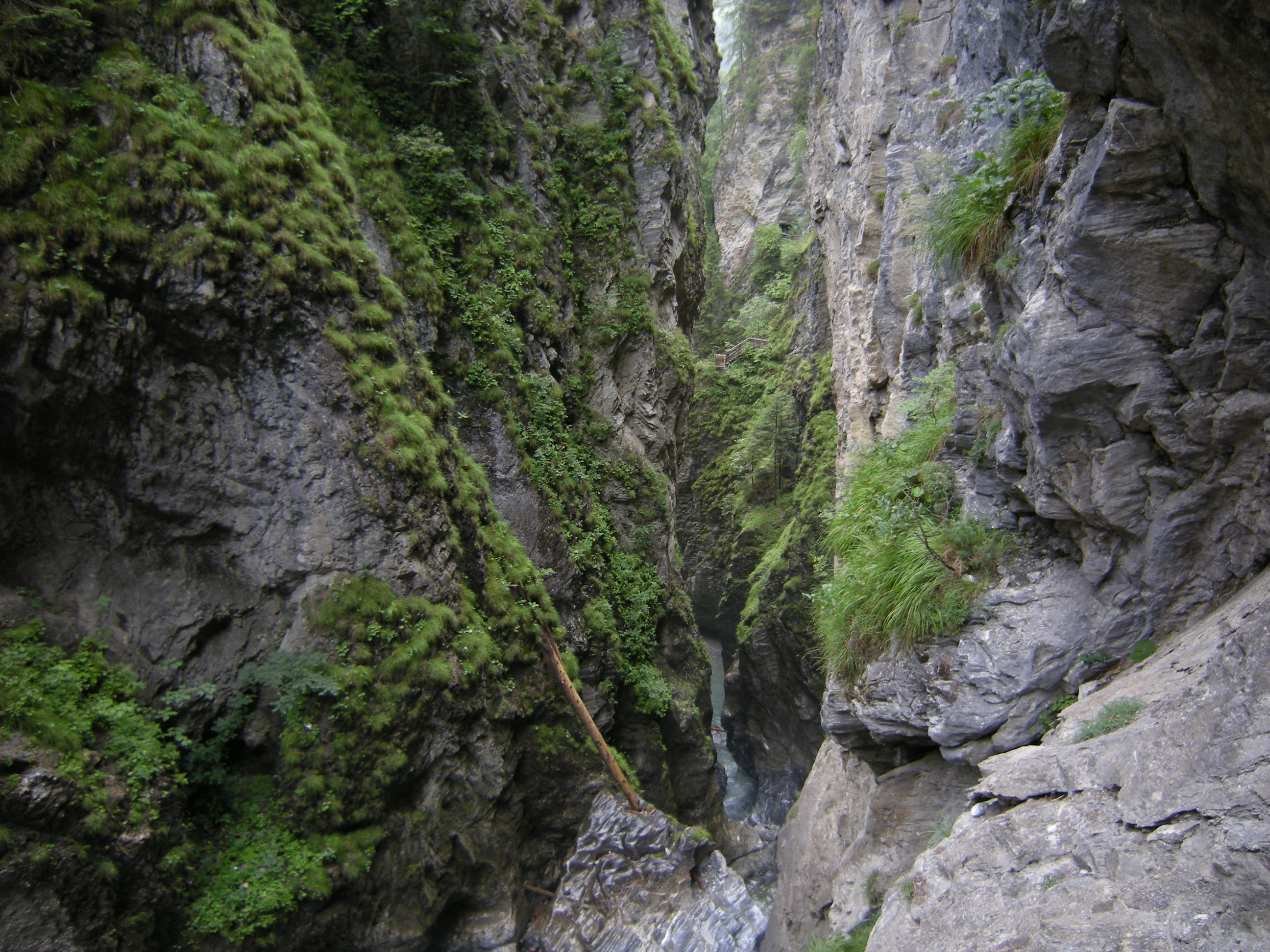
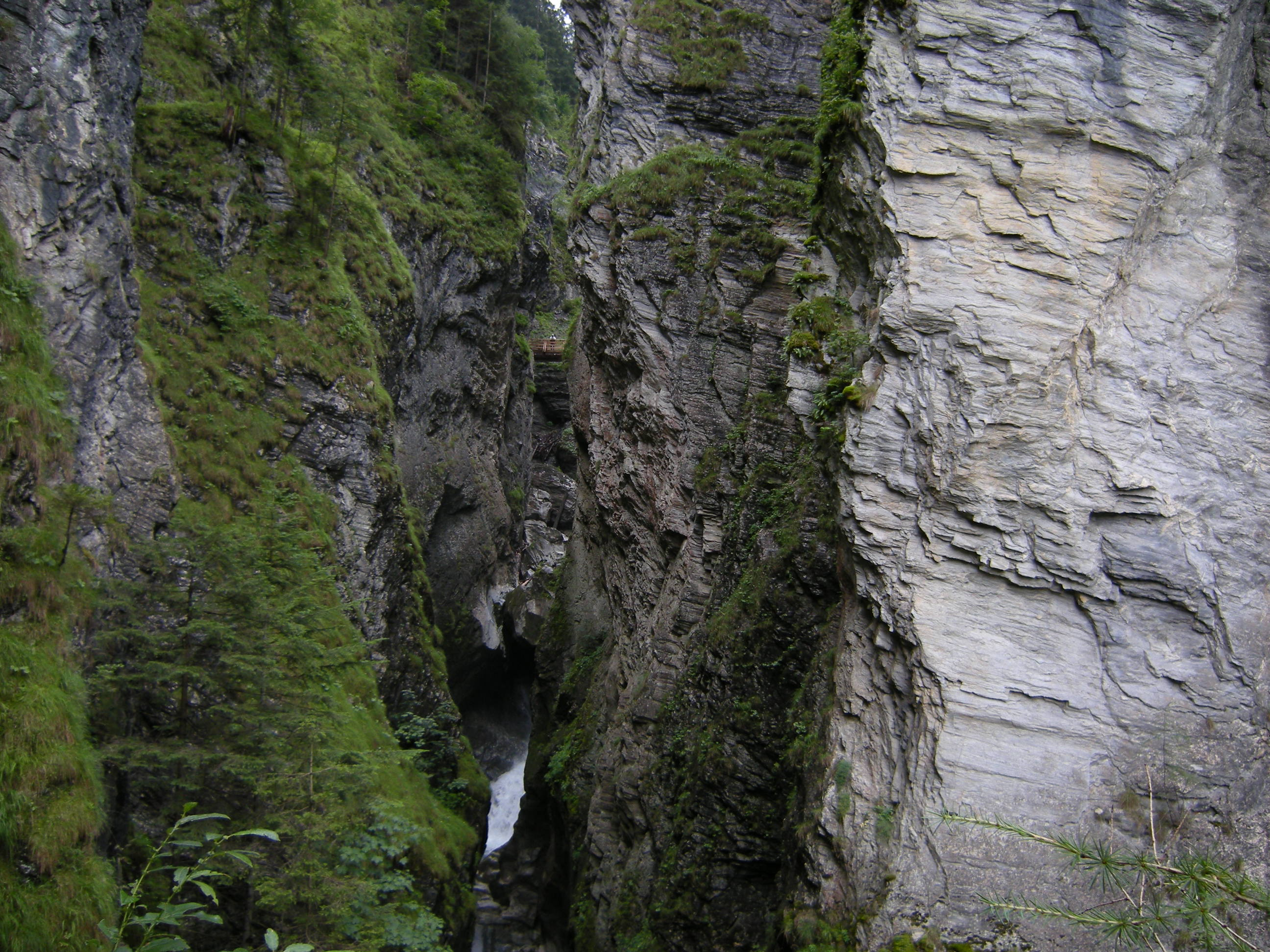